# Виселок Куш'я
Ви́селок Куш'я́ (рос. Выселок Кушья) — присілок в Ігринському районі Удмуртії, Росія.

## Населення
Населення — 52 особи (2010; 61 в 2002).
Національний склад станом на 2002 рік:
- удмурти — 95 %

## Урбаноніми[3]
- вулиці — Ключова